# Pavel Pegov
Pavel Georgijevitsj Pegov (Russisch: Павел Георгиевич Пегов) (Moskou, 29 november 1956) is een Russisch voormalig schaatser. Hij was gespecialiseerd op de sprint afstanden.

## Carrière
Pegov heeft een relatief korte schaatscarrière gekend. Hierin werd hij in 1983 tweede op het WK Sprint in Helsinki. Aan het eind van dat seizoen vestigde hij op de ijsbaan van Medeo in één weekend vier wereldrecords, waarvan twee op de 500 meter.
De 25e en 26e van maart in 1983 worden bijzondere dagen voor Pegov op de ijsbaan van Medeo. Op deze twee dagen vestigt hij vier wereldrecords. Op de 25e verbetert hij het twee jaar oude record van Gaétan Boucher op de 1000 meter met 0,81 seconden tot 1.12,58. Deze tijd zal zes jaar ongeroerd blijven voordat Igor Zjelezovski exact dezelfde tijd rijdt. Nog eens vier jaar later, ruim 10 jaar na het rijden van de tijd, wordt het record verbroken door Kevin Scott die slechts 0,04 seconden sneller is. Pegov rijdt op dezelfde dag als zijn wereldrecord op de 1000 meter ook een nieuwe wereldbesttijd op de 500 meter. Nu verbetert hij het twee jaar oude record van Jevgeni Koelikov met 0,23 seconden tot 36,68. Een dag later zou hij deze tijd nogmaals aanscherpen en wel tot 36,57. Een record dat vier jaar stand zou houden totdat Nick Thometz deze tijd in het overdekte Heerenveen met 0,02 seconden verbetert. Met het nieuwe 500 meter record vestigt Pegov tevens een nieuw wereldrecord punten op de sprintvierkamp.

## Records

### Persoonlijke records
| Afstand      | Tijd    | Datum            | Baan  |
| ------------ | ------- | ---------------- | ----- |
| 500 meter    | 36,57   | 26 maart 1983    | Medeo |
| 1000 meter   | 1.12,58 | 25 maart 1983    | Medeo |
| 1500 meter   | 1.54,62 | 27 december 1983 | Medeo |
| 3000 meter   | 4.11,9  | 14 april 1977    | Medeo |
| 5000 meter   | 7.10,29 | 29 maart 1979    | Medeo |
| 10.000 meter | 15.15,3 | 11 december 1976 | Medeo |

### Wereldrecords
| Nr. | Afstand        | Tijd    | Datum         | Baan  |
| --- | -------------- | ------- | ------------- | ----- |
| 1.  | 1000 meter     | 1.12,58 | 25 maart 1983 | Medeo |
| 2.  | 500 meter      | 36,68   | 25 maart 1983 | Medeo |
| 3.  | 500 meter      | 36,57   | 26 maart 1983 | Medeo |
| 4.  | Sprintvierkamp | 146,955 | 26 maart 1983 | Medeo |

## Resultaten
| Jaar | Olympische Spelen | WK Sprint |
| ---- | ----------------- | --------- |
| 1983 |                   | Zilver    |
| 1984 | 13e 1000m         | -         |

- = geen deelname

### Medaillespiegel
| Kampioenschap     | Goud | Zilver | Brons |
| ----------------- | ---- | ------ | ----- |
| Olympische Spelen | 0    | 0      | 0     |
| WK Sprint         | 0    | 1      | 0     |